# 軍学者
軍学者（ぐんがくしゃ）は、軍学の研究者のことである。主に近世日本の研究者に使われることが多い。江戸時代、兵乱が収まると、兵法、築城に関して学問としての研究が盛んになる。これを修めた者を一般的に軍学者と称した。

## 軍学者一覧

### 近代以前の軍学者
- 楠木正成 - 楠木流軍学の祖と位置づけられている。
- 山本勘助 - 『甲陽軍鑑』を通じて甲州流軍学の祖と位置づけられている。
- 宇佐美定満 - 『北越軍談』を通じて越後流軍学の祖と位置づけられている。
- 小幡景憲 - 甲州流軍学を大成。
- 北条氏長 - 北条流軍学を創始。
- 山鹿素行
- 片山良庵
- 渋江正真
- 楠木正辰
- 窪田清音 - 幕府講武所頭取兼兵学師範役。山鹿流を軸に、甲州流、越後流、長沼流を兼修。
- 由井正雪
- 吉田松陰
- 武田観柳斎
- 大村益次郎

### 現代の軍学者
- 兵頭二十八；自称として軍学者を名乗っている。